# Antoni Gotarde i Bartolí
Antoni Gotarde Bartolí (Barcelona, 1863- Olot, 1920) fou un fotògraf català establert a Olot.

## Biografia
Fill d'un barreter oriünd de Valladolid. L'any 1886 es va casar amb Antònia Camps Socarrats (Olot, 1862-1935), que feia set anys que vivia a la ciutat comtal, on exercia de mestra. L'any 1890 el matrimoni es va traslladar a Olot i va fixar la residència en el carrer de Sant Esteve, on va néixer la seva filla, Carme Gotarde i Camps (1892). Cap al 1895, la família es va traslladar a la plaça dels Capellans -actualment plaça d'Esteve Ferrer-, núm. 15, que va ser el domicili i el taller d'Antoni Gotarde fins a la seva mort.
Després de fixar la seva residència a Olot, Antoni Gotarde va treballar com a pintor, decorador i restaurador, tant per a particulars com per a institucions religioses (una de les seves obres més conegudes és la restauració del Novenari d'Ànimes de l'església parroquial de Sant Esteve). Entre 1900 i 1903 va ser director artístic del taller d'imatgeria religiosa El Sagrado Corazón. Antoni Gotarde es va donar d'alta com a fotògraf l'any 1908, però es té constància que practicava l'ofici com a mínim des de 1897. La seva etapa professional més intensa com a retratista va ser la primera dècada del segle xx. En els anuncis que inseria en la premsa local, Gotarde remarcava que disposava de les millors novetats en retrats de tota mena i que les ampliacions es feien amb el procediment Photo Gravure. Malalt des de feia alguns anys, Antoni Gotarde va morir el 1920.

## Fons personal
El seu fons personal i el de la seva filla es conserven a l'Arxiu Comarcal de la Garrotxa. Després de la mort de Carme Gotarde, l'any 1953 -i potser fins i tot abans-, el fons fotogràfic que havien produït ella i el seu pare va passar a mans de Joan Aubert Camps (Olot, 1902-2004), arquitecte municipal de la ciutat entre 1932 i 1974 i cosí de la fotògrafa, que el va conservar -amb les mateixes capses que utilitzaven els Gotarde- en el soterrani del seu domicili, en el carrer de Joan Carles Panyó, núm. 3. En una data indeterminada, probablement ja en la dècada dels anys noranta, Joan Aubert va oferir aquest material a Alexandre Cuéllar Bassols (Olot, 1902-2004), publicista i secretari de l'Ajuntament d'Olot entre els anys 1958 i 1978. Cuéllar va desestimar les imatges que s'havien malmès a causa de la humitat i va transportar una part de la resta del fons al seu domicili, situat al quart pis del número 22 del carrer del Pou del Glaç. Després d'analitzar les plaques de vidre, Cuéllar en va fer una selecció: se'n va quedar unes quantes per a la seva col·lecció, i va donar la resta (més de dues mil imatges) al col·leccionista olotí Melcior Teixidor. Melcior Teixidor va conservar les imatges en el seu estudi fotogràfic (avinguda de Joaquim Danés i Torras, núm. 11). El desembre de 2010, l'Arxiu d'Imatges d'Olot (actual Servei d'Imatges de l'ACGAX) va obtenir l'autorització de Teixidor per fer una còpia digital d'aquest material, que s'ha incorporat al fons de complement de l'Arxiu Comarcal de la Garrotxa. Aquesta operació es va dur a terme el mes de febrer de 2011. La major part de les imatges corresponen a retrats d'estudi de persones residents a Olot i els municipis del seu voltant entre 1890 i 1947. El fons conté algunes fotografies de la família Aubert (emparentada amb els fotògrafs), paisatges dels volts d'Olot i reproduccions d'obres d'art i de peces dels tallers d'imatgeria religiosa d'Olot.